# Chilodes sericea
Chilodes sericea là một loài bướm đêm trong họ Noctuidae.